# Milanlug
Milanlug (1910 és 1981 között Milan-Lug) falu Horvátországban, Pozsega-Szlavónia megyében. Közigazgatásilag Cseglényhez tartozik.

## Fekvése
Pozsegától légvonalban 25, közúton 30 km-re keletre, községközpontjától  2 km-re északnyugatra, a Pozsegai-medence keleti részén, a Cseglényről Nekcsére menő út mentén fekszik. 

## Története
A település a 20. század elején keletkezett Milan Turković kutjevói uradalmán, az uradalom  „Lug” nevű erdejének területén. Innét ered a neve. Az első házak 1905-ben épültek itt. A betelepülők a zágrábi Eszkompt Bankon keresztül ötven évi részletfizetéssel vásárolták földjeiket az uradalomtól. A vásárlást megelőzően az erdőt kiirtották a területről.  1910-ben már 112 lakosa volt a településnek. Az 1910-es népszámlálás szerint lakosságának 54%-a magyar, 23%-a szlovák, 20%-a horvát anyanyelvű volt. Pozsega vármegye Pozsegai járásának része volt. Az első világháború után 1918-ban az új szerb-horvát-szlovén állam, majd később (1929-ben) Jugoszlávia része lett. 1991-től a független Horvátországhoz tartozik. 1991-ben lakosságának 80%-a horvát, 9%-a szerb, 3%-a jugoszláv nemzetiségű volt. 2011-ben a településnek 200 lakosa volt. Közösségi háza van.

## Lakossága
| Lakosság változása | Lakosság változása | Lakosság változása | Lakosság változása | Lakosság változása | Lakosság változása | Lakosság változása | Lakosság változása | Lakosság változása | Lakosság változása | Lakosság változása | Lakosság változása | Lakosság változása | Lakosság változása | Lakosság változása | Lakosság változása |
| ------------------ | ------------------ | ------------------ | ------------------ | ------------------ | ------------------ | ------------------ | ------------------ | ------------------ | ------------------ | ------------------ | ------------------ | ------------------ | ------------------ | ------------------ | ------------------ |
| 1857               | 1869               | 1880               | 1890               | 1900               | 1910               | 1921               | 1931               | 1948               | 1953               | 1961               | 1971               | 1981               | 1991               | 2001               | 2011               |
| 0                  | 0                  | 0                  | 0                  | 0                  | 112                | 202                | 332                | 289                | 354                | 332                | 318                | 290                | 297                | 243                | 200                |

## Nevezetességei
A Rózsafüzér királynője tiszteletére szentelt római katolikus kápolnája.